# Língua nkonya
Nkonya é uma Atlântico-congolesa, da sub-família das Cuás
falada pelo povo de Nkonya no distrito de Biakoye da região de Oti de Gana. Uma fonologia e um dicionário são disponíveis.

## Escrita
A língua usa o Alfabeto latino sem as letras C, J, Q, R. Usam-se as letras ʋ́, ɔ, ɛ, com ou sem diacríticos

## Amostra de texto
Pai Nosso (Lucas 11:2-4)
2.	Yesu lɛbla amʋ́ ɔbɛɛ, “Nɩ mlɔ́bɔ mpaɩ a, mlɩbɔ mʋ́ alɩ. ‘Anɩ Sɩ, aha bʋbu fʋ ɩda. Ba begyi iwie.
3.	Ha anɩ atogyihɛá ɩbɔ́fʋn anɩ ekekegyiɛkɛ.
4.	Si anɩ lakpan kie anɩ, fɛ alɩá anɩtesikie aha ánɩ́ bʋtɔpʋ ɩla gyi anɩ. Mákpa anɩ wa ɩsɔkɩtɔ.>” 
Português
2.	2. E disse-lhes: Quando orardes, dizei: Pai nosso que estás nos céus, santificado seja o teu nome. Venha o teu reino. Seja feita a tua vontade, como no céu, assim na terra.
3.	3. Dá-nos hoje o pão nosso de cada dia.
4.	4. E perdoa-nos as nossas ofensas; porque também nós perdoamos a todo aquele que nos deve. E não nos deixes cair em tentação; mas livrai-nos do mal.

## Biblografia
- Brigitte Reineke: The structure of the Nkonya language.Verlag Enzyklopädie, Leipzig 1972.